# Генетички инжењеринг
Генетички инжењеринг (технологија рекомбиноване ДНК) обухвата методе вештачког образовања нових комбинација наследног материјала. Чињеница да је генетички код универзалан омогућује да се генетички материјал једног организма преноси у други. Тиме се добија организам са другачијом комбинацијом гена, чија се ДНК назива хибридна (рекомбинована) и у природи се нормално никада не налази. У зависности од тога који се део генетичког материјала преноси разликује се: генски, хромозомски, и геномски инжењеринг. У првом се манипулише генима, у другом хромозомима, а у трећем целим гарнитурама хромозома. Техника ове методе се може објаснити на примеру бактеријске синтезе хуманог (људског) инсулина. Суштина ове технике је да се хумани ген за инсулин угради у плазмид бактеријске ћелије. Бактерије ће затим по упутству тог гена производити хумани инсулин.
Поступак је следећи:
- исецање жељеног гена из хумане ДНК уз помоћ ензима који ће пресећи ДНК на тачно одређеним местима; ензими који ово омогућују су рестрикционе ендонуклеазе (маказе)
- пресецање плазмида истом рестрикционом ендонуклеазом којом је исечена хумана ДНК
- после дејства р. ендонуклеаза крајеви исечака постају лепљиви – пошто су једноланчани теже да хибридизују са себи комплементарним ланцима;
- хумани ген односно његови једноланчани лепљиви крајеви хибридизују са крајевима исеченог плазмида;
- лигаза (лепак) спаја хибридизоване молекуле при чему постаје рекомбинована (хибридна) ДНК;
- умножавањем бактерија и плазмид се у њима репликује, тако да се у свакој бактерији добије неколико стотина плазмида;
- бактерија сада може да синтетише хумани инсулин.

Генетски инжењеринг: Процес уношења нових генетичких информација у постојеће ћелије како би се модификовао одређени организам у сврху промене његових карактеристика.
Напомена: Прилагођено из реф.

## Преглед
Генетички инжењеринг је процес који мења генетичку структуру организма уклањањем или увођењем ДНК. За разлику од традиционалног оплемењивања животиња и биљака, које укључује вишеструко укрштање, а затим одабир за организам са жељеним фенотипом, генетски инжењеринг узима ген директно из једног организма и доставља га другом. Ово је много брже, може се користити за уметање било којих гена из било ког организма (чак и оне из различитих домена) и спречава додавање других нежељених гена.
Генетски инжењеринг би могао потенцијално да поправи озбиљне генетске поремећаје код људи заменом оштећеног гена функционалним. То је важно средство у истраживању које омогућава проучавање функције одређених гена. Лекови, вакцине и други производи убрани су од организама који су створени за њихову производњу. Развијени су усеви који помажу у производној сигурности хране повећавањем приноса, хранљиве вредности и толеранције на стрес у животној средини.
ДНК се може увести директно у организам домаћина или у ћелију која се затим стапа или хибридизује са домаћином. Ово се ослања на технике рекомбинантне нуклеинске киселине да би се створиле нове комбинације наследног генетског материјала, праћено уградњом тог материјала било индиректно кроз систем вектора или директно микро-инјекцијом, макро-инјекцијом или микро-инкапсулацијом.
Генетички инжењеринг обично не укључује традиционално оплемењивање, вантелесну оплодњу, индукцију полиплоидије, мутагенезу и технике фузије ћелија које у процесу не користе рекомбинантне нуклеинске киселине или генетски модификовани организам. Међутим, неке шире дефиниције генетског инжењеринга укључују селективно оплемењивање. Клонирање и истраживање матичних ћелија, иако се не сматрају генетским инжењерингом, уско су повезани и генетички инжењеринг се може користити у њима. Синтетичка биологија је дисциплина у настајању која генетски инжењеринг води корак даље увођењем вештачки синтетизованог материјала у организам. Таква синтетичка ДНК као што је вештачки проширени генетски информациони систем и Хачимоџи ДНК направљена је у овом новом пољу.
Биљке, животиње или микроорганизми који су промењени генетским инжењерингом називају се генетички модификованим организмима или ГМО. Ако се домаћину дода генетски материјал друге врсте, настали организам назива се трансгеним. Ако се користи генетски материјал исте врсте или врсте која се може природно укрштати са домаћином, резултирајући организам назива се цисгеним. Ако се генетски инжењеринг користи за уклањање генетског материјала из циљног организма, резултирајући организам назива се нокаутираним организмом. У Европи је генетска модификација синоним за генетски инжењеринг, док се у Сједињеним Америчким Државама и Канади генетска модификација такође може користити за упућивање на конвенционалније методе узгоја.

## Процес
Једна од две ДНК мора бити плазмидског или вирусног порекла и мора поседовати ген који ће јој дати способност да се аутономно репликује у одговарајућим ћелијама. Ова ДНК, која се назива вектор, служи за репликовање оне друге ДНК. Друга ДНК, која је заправо предмет проучавања и која се умножава, назива се страном, јер по правилу није сродна нити с векторском ДНК нити са ћелијском у коју ће ући након спајања са вектором.
За реакцију спајања векторске и стране ДНК употребљава се назив рекомбинација ин витро, док се продукт реакције назива рекомбинантном ДНК. Да би се молекули рекомбинантне ДНК аутономно репликовали, треба их унети у бактеријске или друге за то прикладне ћелије. Уношење рекомбинантне ДНК у ћелије назива се трансформацијом или трансфекцијом, зависно од тога служи ли као вектор плазмидска или вирална ДНК.
Аутономна репликација једног молекула рекомбинантне ДНК почиње у једној ћелији, а наставља се у потомцима те ћелије или у суседним ћелијама. При томе од сваког појединог молекула настаје мноштво њему идентичних молекула. Такав начин размнажања рекомбинантне ДНК и страних гена, које рекомбинантна ДНК у себи носи, назива се клонирање ДНК или клонирањем гена. Страна ДНК преломи се на тачно одређеним местима помоћу рестриктивног ензима. Помоћу истог ензима направи се један лом на одређеном месту у циркуларном молекулу плазмидског вектора.
Крајеви једног од фрагмената стране ДНК споје се помоћу ензима ДНК лигазе с крајевима векторске ДНК и на тај начин добије се циркуларна рекомбинантна ДНК. Рекомбинтна ДНК уноси се у бактеријске ћелије, које су претходно обрађене тако да постану пропусне за ДНК. Након уношења, рекомбинантна ДНК се репликује у бактеријској цитоплазми, док се бактерије истодобно множе. Тако настаје клон рекомбинантне ДНК и унутар њега, клон страних гена.

## Храна и означавање
По питању означавања хране која у себи има састојке произашле радом генетичког инжењерства постоји већ дуже време дипломатско-економска дебата између с једне стране произвођача такве хране које потпомаже САД, против држава које заговарају означавање (европске државе, Малезија....) и против зелених удружења.
Заговорници означавања заступају гледиште да купац има право да зна какву храну купује, то јест да има право избора. Противници означавања заступају гледиште да оно стигматизује означене производе тако да их онда купци избегавају и као пример наводе случај у Великој Британији када је компанија означила да је њен кромпир произведен помоћу генетског инжињерства након чега је дошло до наглог пада продаје. Други разлог противника означавања је цена тог означавања, али и трошкови одвајања производа (на пример соја) који је настао природним путем и онај који је настао уз помоћ генетичког инжињеринга.
Правила Светске трговинске организације не спомињу генетички инжињеринг тако па се она правно посматрају кроз договор о техничким препрекама трговини. САД заговара гледиште да се у том споразуму не наводи право потрошача да буде обавештен о храни коју купује.